# کاترینل دومیترسکو
کاترینل دومیترسکو (رومانیایی: Catrinel Dumitrescu؛ زادهٔ ۱۱ اکتبر ۱۹۵۶) بازیگر اهل رومانی است.
از فیلم‌هایی که وی در آن‌ها نقش داشته‌است، می‌توان به آئورورا، عروسی بی سروصدا و نفرین زمین، نفرین عشق اشاره نمود.